# 유럽을 위한 애국자
유럽을 위한 애국자(영어: Patriots for Europe, PfE 또는 Patriots)는 극우 성향의 유럽 의회 내 교섭단체이다.

## 역사
2024년 7월 8일에 창당되었으며, 2024년 유럽 의회 선거에서 86석을 얻어서 제3당의 위치에 오르게 되었다. 정당의 노선은 반이민주의와 국수주의를 표방한다.

## 회원 정당

### 유럽 연합소속 회원[4]
- 오스트리아 자유당
- 플람스의 이익
- ANO 2011, 프리사하, 운전자 스스로
- 덴마크 인민당
- 국민연합 (프랑스)
- 이유의 목소리
- 피데스, 기독교민주인민당
- 살비니 총리 동맹
- 라트비아우선당
- 자유당 (네덜란드)
- 국민운동 (폴란드)
- 체가
- Vox